# Cryptogemma quentinensis
Cryptogemma quentinensis é uma espécie de gastrópode do gênero Cryptogemma, pertencente à família Turridae.